# Femenino genérico
Femenino genérico (del latín generātim «clase sabia, en general», y fēmina «mujer») denota el uso de una designación personal gramaticalmente femenina que se usa para personas del sexo/género femenino, en el sentido generalizado; eso se aplica a grupos mixtos de personas; esto solo se aplica a las mujeres en femenino para las que hay una contraparte masculina (por ejemplo, profesor/profesora). Debe hacerse una distinción entre estos femeninos inherentemente genéricos, como persona, que no se oponen a una forma masculina.
El uso genérico de formas femeninas fue propuesto en 1984 por la lingüista feminista Luise F. Pusch. Desde 1994, ha habido varios intentos de implementación práctica, por ejemplo, en 2013, la Universidad de Leipzig eligió la forma femenina de designaciones para funciones oficiales (maestras, conferenciantes invitadas), desde entonces, las mujeres científicas también han sido entendidas como hombres en la constitución de Leipzig. En tal uso de la abstracción de género, se omite el rasgo semántico [femenino] y, por lo tanto, la correspondencia entre el género gramatical (género) y el género «natural» (sexo) de las personas previstas, que es típica del femenino movido. Como una imagen especular del genérico masculino, se leería, por ejemplo: Pregúntele a su médico o farmacéutico .
Hay algunos nombres de animales femeninos, como la garza, que se usan tanto para las hembras como para los machos de forma genérica para la especie o el género. Estas palabras genéricas son inherentemente femeninas cuando se usan para designar personas.